# Alles op gevoel
Alles op gevoel is een lied van de Nederlandse zanger Flemming, zangeres Zoë Tauran en rapper Ronnie Flex. Het werd in 2024 als single uitgebracht.

## Achtergrond
Alles op gevoel is geschreven door Arno Krabman, Project Money, Flemming Viguurs, Marcus Adema, Sander De Bie, Lars Bos, Zoë Tauran, Brahim Fouradi en Ronell Plasschaert en geproduceerd door Arno Krabman en Project Money. Het is een lied dat past in de genres nederpop en poprap. In het nummer zingen de artiesten over hoe je soms je gevoel moet volgen en niet te veel moet nadenken. Het was het themalied van de 26e editie van De Vrienden van Amstel LIVE!. Het nummer werd door het schrijversteam van Flemming geschreven tijdens een schrijverskamp in Noorwegen, waarna later Tauran en Ronnie Flex werden uitgekozen als andere artiesten. Alles op gevoel werd bij radiozender 100%NL uitgeroepen tot de Hit van 100. De single heeft in Nederland de gouden status.
Het is de eerste keer dat de drie artiesten tegelijkertijd samen op een lied te horen zijn. Wel werd er al eerder onderling samengewerkt. Flemming en Ronnie Flex deden dit op Terug bij af en Tauran en Ronnie Flex op Adrenaline.

## Hitnoteringen
De artiesten had succes met het lied in Nederland. Het piekte op de tweede plaats van de Single Top 100, waarin het negentien weken te vinden was. Het kwam tot de vierde positie van de Nederlandse Top 40. Het stond zeventien weken in deze hitlijst.